# Wynn Everett
Wynn Everett (Atlanta, 26 oktober 1978) is een Amerikaanse actrice en auteur.

## Biografie
Everett werd geboren in Atlanta en groeide op in Dunwoody en Cumming (Georgia). Zij doorliep de high school aan de Forsyth Central High School in Cumming. Hierna ging zij studeren aan de Auburn University in Auburn (Georgia) waar zij haar diploma haalde in Communicatie en theaterwetenschap.
Everett is naast actrice ook schrijfster van gedichten die gepubliceerd zijn in diverse literaire tijdschriften.
Everett is vanaf 2004 getrouwd en heeft hieruit een kind (2012).

## Filmografie

### Films
Uitgezonderd korte films.
- 2021 Palmer - als Lucille
- 2019 Patsy & Loretta - als Jeanette Davis
- 2018 City of Lies - als Megan Poole
- 2016 Dream Team - als Denise Johnson
- 2015 Lumen - als Aelin Rose / Helen Royce
- 2015 White City - als Laura Liston
- 2012 Backwards – als Reba
- 2009 The Maiden Heist – als lerares
- 2008 The Collective – als Jessica
- 2007 Charlie Wilson’s War – als receptioniste
- 2007 Trainwreck: My Life as an Idiot – als verkoopster
- 2005 End of the Spear – als Olive Fleming Liefeld

### Televisieseries
Uitgezonderd eenmalige gastrollen.
- 2016-2022 This Is Us - als Shelly - 5 afl.
- 2021 Ordinary Joe - als Celeste Kimbreau - 2 afl.
- 2021 Doom Patrol - als Shelley Byron - 6 afl.
- 2020 Teenage Bounty Hunters - als Ellen Johnson - 7 afl.
- 2017-2019 Avengers Assemble - als Madame Masque (stem) - 6 afl.
- 2016 Agent Carter - als Whitney Frost - 10 afl.
- 2014 Mind Games - als Claire Edwards - 5 afl.
- 2012-2014 The Newsroom – als Tamara Hart – 19 afl.
- 2010 The Event – als Rachel – 3 afl.
- 2005 Hope & Faith – als Grace / Tammy – 3 afl.

- Library of Congress Control Number: no2017060680
- Virtual International Authority File: 7287149489116393810002
- WorldCat: E39PBJjmRxgm9WrmQMtP7JmKh3